# Samsung Galaxy Xcover 4
Il Samsung Galaxy Xcover 4 (codice modello: SM-G390F o SM-G390Y) è uno smartphone Android di fascia bassa prodotto da Samsung, quarto modello della serie di dispositivi rugged (ossia con una particolare resistenza ad acqua, polvere, urti e cadute) Galaxy Xcover.

## Caratteristiche tecniche

### Hardware
Il Galaxy Xcover 4 è uno smartphone con form factor di tipo slate, misura 146.2 x 73.3 x 9.7 millimetri e pesa 172 grammi.
Il dispositivo è dotato di connettività GSM, HSPA, di Wi-Fi 802.11 a/b/g/n dual band con Wi-Fi Direct e hotspot, di Bluetooth 4.2 con A2DP e LE, di GPS con A-GPS, GLONASS e BDS, di NFC e di radio FM. Ha una porta microUSB 2.0 ed un ingresso per jack audio da 3.5 mm.
Il Galaxy Xcover 4 è dotato di schermo touchscreen capacitivo da 5 pollici di diagonale, di tipo IPS LCD, con aspect ratio 16:9 e risoluzione HD 720 x 1280 pixel (densità di 294 pixel per pollice). La batteria agli ioni di litio da 2800 mAh è removibile dall'utente.
Il chipset è un Exynos 7570 Quad, con CPU quad core (4 ARM Cortex-A53 a 1.4 GHz) e GPU Mali-T720 MP2. La memoria interna, di tipo eMMC 5.0, è di 16 GB, mentre la RAM è di 2 GB.
La fotocamera posteriore ha un sensore da 13 megapixel e apertura f/1.9, dotato di autofocus, HDR e flash LED, in grado di registrare al massimo video in Full HD a 30 fotogrammi per secondo, mentre quella anteriore è da 5 megapixel, con apertura f/2.2.
Il dispositivo rispetta lo standard IP68, dunque è totalmente protetto dall'ingresso di polvere ed ha una resistenza all'acqua fino a 30 minuti di immersione ad un metro e mezzo di profondità, rispetta anche lo standard militare MIL-STD-810G.

### Software
Il sistema operativo è Android, in versione 7.0 Nougat, aggiornabile a 9.0 Pie.
Ha l'interfaccia utente Samsung Experience 8.1, che con l'aggiornamento a Pie diventa One UI 1.0.